# Jorge Sáenz de Miera Colmeiro
Jorge Sáenz de Miera Colmeiro (Santa Cruz de Tenerife, 18 de noviembre de 1996), más conocido como Jorge Sáenz,  es un futbolista español que juega como defensa en el C. D. Leganés de la Segunda División de España. Es hermano del también futbolista Germán Sáenz.

## Trayectoria deportiva

### C. D. Tenerife
Comenzó su carrera futbolística en las categorías inferiores del C. D. Tenerife. Debutó la temporada 2014-15 con el primer equipo tinerfeñista en Segunda División, competición en la que disputó cinco partidos cuando todavía estaba en edad juvenil.
En la temporada 2015-16 fue incluido en la primera plantilla del C. D. Tenerife con ficha profesional. Tras cuatro temporadas, en febrero de 2019 se concretó su traspaso al Valencia Club de Fútbol de cara a la siguiente temporada.

### Valencia C. F.
Sin debutar con el Valencia C. F. de Marcelino García Toral, el 15 de julio de 2019 fue cedido por dos temporadas al Celta de Vigo con opción de compra, incluyendo esta operación en el acuerdo por el traspaso del uruguayo Maxi Gómez al Valencia.

#### Cesiones
Debutó a las órdenes de Fran Escribá siendo titular el 15 de septiembre de 2019, siendo así su debut oficial en Primera División. Fue en Balaídos frente al Granada C. F., y su debut estuvo marcado por su expulsión por tarjeta roja directa a los 11 minutos del encuentro. No volvió a participar hasta finales de octubre, en dos partidos que terminaron ambos con derrota, motivo por el cual dejó de contar absolutamente para el técnico, excepto en la Copa, donde el nuevo técnico Óscar García le puso de titular en dos eliminatorias. En la reanudación del campeonato el técnico le dio minutos en cuatro partidos (tres de ellos como titular), pero siguió sin convencer a los vigueses y se barajó su posible regreso a Valencia. 
Finalmente cumplió su segundo año de cesión en la temporada 2020-21, pero sin contar como una opción en la plantilla ni para Óscar García ni para Eduardo Coudet, y sin llegar a concretarse la ruptura de la cesión.
En julio de 2021 fue prestado al C. S. Marítimo hasta el final de la temporada. Sin embargo, el 29 de enero de 2022 se canceló el préstamo para marcharse al C. D. Mirandés lo que restaba de campaña y así volver a competir en la Segunda División, categoría en la que jugó más de cien partidos en su época en Tenerife. La campaña siguiente acumuló una nueva cesión, esta vez en el C. D. Leganés que tenía una opción de compra en caso de ascender a Primera División. En este equipo se acabó quedando una vez que en julio de 2023 ambos clubes acordaron su traspaso.

## Selección nacional
En enero de 2015 fue convocado para formar parte de la selección española sub-19.
Fue convocado para debutar el 1 de septiembre de 2017 en la selección sub-21 de Albert Celades. Fue en un partido amistoso disputado en Toledo contra la selección italiana. Un año después volvió a ser convocado, esta vez por Luis de la Fuente y disputó tres encuentros amistosos, uno en noviembre de 2018 y dos en marzo de 2019.

## Clubes
Actualizado al último partido jugado el 24 de mayo de 2025.
| Club                         | País     | Año       | Partidos | Goles |
| ---------------------------- | -------- | --------- | -------- | ----- |
| C. D. Tenerife "B"           | España   | 2013-2015 | 36       | 3     |
| C. D. Tenerife               | España   | 2015-2019 | 114      | 6     |
| Valencia C. F.               | España   | 2019-2023 | 0        | 0     |
| R. C. Celta de Vigo (cedido) | España   | 2019-2021 | 9        | 0     |
| C. S. Marítimo (cedido)      | Portugal | 2021-2022 | 7        | 0     |
| C. D. Mirandés (cedido)      | España   | 2022      | 15       | 0     |
| C. D. Leganés (cedido)       | España   | 2022-2023 | 38       | 0     |
| C. D. Leganés                | España   | 2023-     | 100      | 3     |

## Palmarés

### Campeonatos nacionales
| Título           | Club          | País   | Año  |
| ---------------- | ------------- | ------ | ---- |
| Segunda División | C. D. Leganés | España | 2024 |